# José Cardero
José Cardero (né en 1766 et mort en 1811) est un marin explorateur, artiste et dessinateur espagnol. Il est connu pour avoir participé aux expéditions de Alessandro Malaspina en 1789 et de Dionisio Alcalá Galiano aux Amériques.
En 1789, il s’engage au service de Dionisio Alcalá Galiano et part de l’Espagne vers l’Équateur pour remonter la côte Pacifique. Il remonte vers le Mexique, puis vers l’Alaska jusqu’en 1792 ou il documenta, entre autres, les Tlingits, avant de retourner au Mexique. Il rentre en Espagne en 1794.

## Postérité
Le canal de Cordero en Colombie-Britannique est un détroit nommé en l’honneur de José Cardero.